# Verpánek
Verpánek je třínohá stolička s kulatým sedadlem pro obuvníka. Tři nohy se používaly proto, aby se židle nekývala, což by vadilo při jemné práci. Někdy se tak označoval i stolek pro odkládání ševcovských nástrojů. Ten neměl ustálenou podobu, každý švec si jej nechal vyrobit podle sebe. Často měl po okrajích horní plochy lemy, které zabraňovaly pádu odloženého nářadí na zem, někdy měl odkládací plochu rozdělenou lištami na sektory, ve kterých byly umístěny ševcovské potřeby, jako smola, vosk, floky (dřevěné hřeby), kousky skla a podobně. Po obvodu mohly být natlučeny háčky, nebo kožená oka pro zavěšení dalších kusů nářadí.

## Původ slova
Etymologicky slovo verpánek (též verkponk, pankl)  pochází z německého Werkbank – pracovní lavice.